# Stone (Finse band)

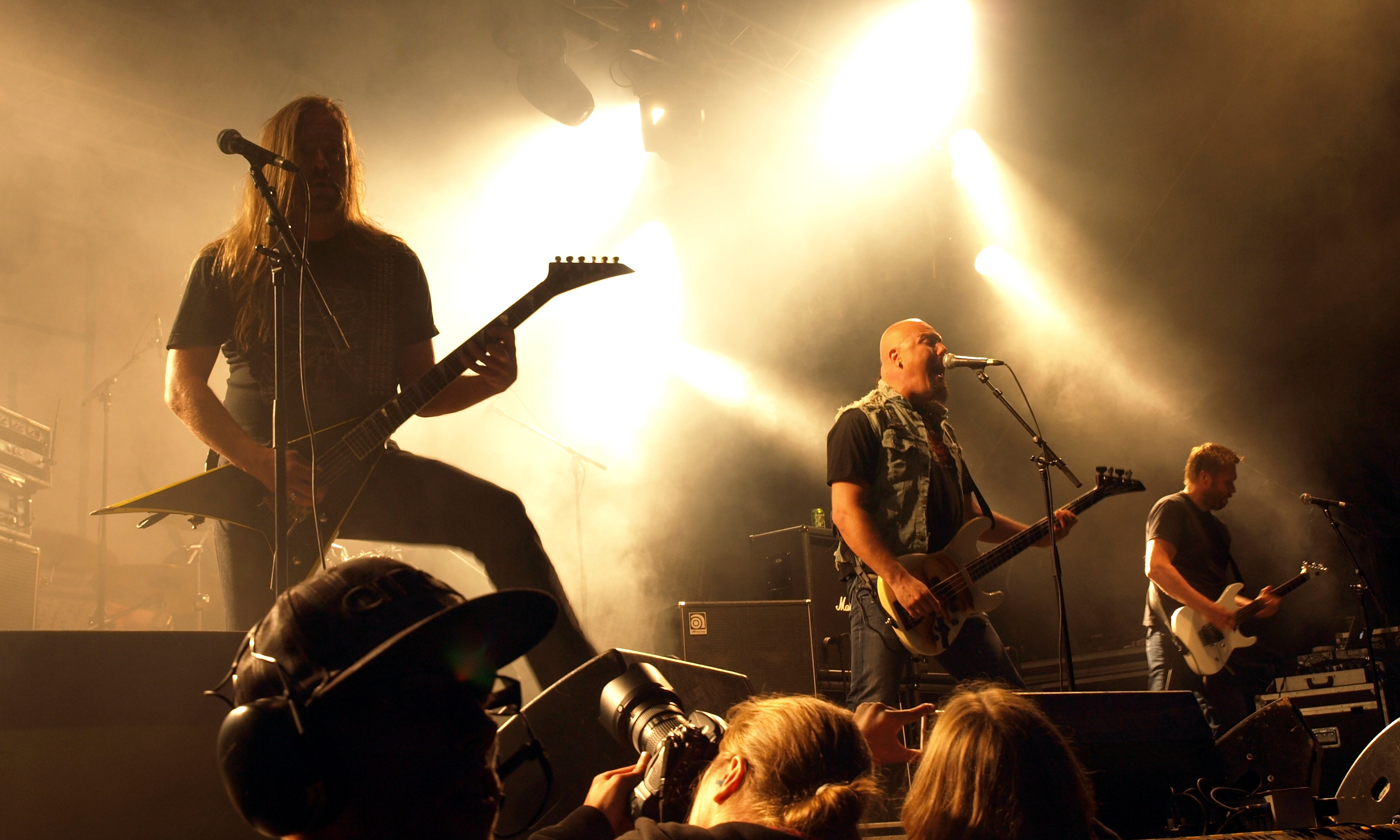
Stone, 2013

Stone was een thrashmetalband die in Helsinki (Finland) ontstaan is in de jaren 1980.
Tussen 1980 en 1990 heeft de band vier albums uitgebracht voordat ze in 1991 uit elkaar gingen, omdat ze allemaal een andere muziekrichting in wilden gaan.
Ondanks hun korte carrière hebben ze veel respect gekregen en worden ze toch wel omschreven als de roots van de Finse metal. Ze hebben veel gitaristen/bands geïnspireerd en Children of Bodom (frontman Alexi Laiho) is daar een goed voorbeeld van. 

## Bandleden
- Janne Joutsenniemi bassist/zanger
- Jiri Jalkanen gitarist (1985-1990)
- Markku Niiranen gitarist(1990-1992)
- Roope Latvala gitarist
- Pekka Kasari drummer

## Discografie
- Stone (1988)
- No Anaesthesia (1989)
- Colours (1990)
- Emotional Playground (1991)
- Free! (livealbum) (1992)
- Stoneage (compilatie) (1998)

### Genres
- Thrashmetal
- Deathmetal
- Melodieuze deathmetal

#### Bands
- Children of Bodom
- Slayer